# Nyctemera limbalis
Nyctemera limbalis là một loài bướm đêm thuộc phân họ Arctiinae, họ Erebidae.